# Poljče (Radovljica, Slovenija)
Poljče je naselje u slovenskoj Općini Radovljici. Poljče se nalazi u pokrajini Gorenjskoj i statističkoj regiji Gorenjskoj. 

## Stanovništvo
Prema popisu stanovništva iz 2002. godine naselje je imalo 201 stanovnika.